# روينا كوبر
روينا كوبر (بالإنجليزية: Rowena Cooper)‏ هي ممثلة بريطانية، ولدت في 1935 في هراري في زيمبابوي.

## وصلات خارجية
- روينا كوبر على موقع IMDb (الإنجليزية)
- روينا كوبر على موقع قاعدة بيانات الفيلم (الإنجليزية)